# Paspalum adoperiens
Paspalum adoperiens är en gräsart som först beskrevs av Eugène Pierre Nicolas Fournier, och fick sitt nu gällande namn av Mary Agnes Chase. Paspalum adoperiens ingår i släktet tvillinghirser, och familjen gräs. Inga underarter finns listade i Catalogue of Life.